# Ompok fumidus
Ompok fumidus är en fiskart som beskrevs av Tan och Ng, 1996. Ompok fumidus ingår i släktet Ompok och familjen malfiskar. IUCN kategoriserar arten globalt som sårbar. Inga underarter finns listade i Catalogue of Life.